# Slavorum Apostoli
 (octobre 2024).
Slavorum Apostoli ( en latin : Les Apôtres des Slaves ) est une encyclique écrite par le pape Jean-Paul II en 1985.

## Description
Cette encyclique évoque la vie des saints Cyrille et Méthode, et de la manière dont ils ont prêché l'Évangile aux Slaves. Elle est rédigée à l'occasion du 11e centenaire de leur œuvre d’évangélisation.

## Table des matières
I. Introduction

II. Aperçu biographique

III. Hérauts de l'Évangile

IV. Ils implantèrent l'Église de Dieu

V. Un sens catholique de l'Église

VI. L'Évangile et la culture

VII. La portée et le rayonnement du millénaire chrétien dans le monde slave

VIII. Conclusion